# Ettore Sottsass
Ettore Sottsass Jr, né le 14 septembre 1917 à Innsbruck et mort le 31 décembre 2007 à Milan, est un architecte et designer italien.

## Biographie
Ettore Sottsass est le fils d’Ettore Sottsass, un architecte italien, et d’Antonia Peintner, une Autrichienne. Il étudie à l'École polytechnique de Turin et obtient son diplôme en 1939.
Appelé sous les drapeaux par l’armée italienne, il est envoyé dans les montagnes du Monténégro où il est fait prisonnier et passe la majeure partie de la Seconde Guerre mondiale dans un camp de prisonniers à Sarajevo.
À la libération, il travaille avec son père et réalise avec lui quelques projets pour la reconstruction de Savone et de Novare ainsi que pour l'Institut national d'assurances (INA). En 1947, Il s’installe à Milan où il ouvre son agence de design et s’intéresse à tous les domaines de création : la céramique, la peinture, la sculpture, la photographie, les bijoux, les meubles, le graphisme, l’architecture, l’architecture d’intérieur.
Il se marie en 1949 avec Fernanda Pivano (de laquelle il se sépare en 1970) puis en 1976 avec Barbara Radice.

## Carrière

### Premières expériences à New York
En 1956, Ettore Sottsass se rend à New York où il travaille quelques mois dans l'agence de design de George Nelson à New York. C'est là qu'il approche le design industriel.
Il découvre le Pop art et la société de consommation américaine qui l'influenceront énormément. Il rencontre également, par l'intermédiaire de sa femme traductrice, de nombreux poètes et écrivains influents de la Beat Generation comme Jack Kerouac, Bob Dylan, Allen Ginsberg et Ernest Hemingway.

### Collaboration avec Poltronova
En 1956, Sergio Cammilli, le fondateur de Poltronova, engage Ettore Sottsass comme directeur artistique de cette nouvelle entreprise de mobilier. Sottsass commence par travailler sur l’image de la société, réalise son logo ainsi que son tout premier catalogue commercial. Il sélectionne ensuite des designers avant-gardistes comme Archizoom ou Superstudio avec d’autres plus classiques tels que Gae Aulenti et Angelo Mangiarotti afin de proposer une gamme complète de mobilier contemporain. Pour Poltronova, Sottsass proposera également près d’une soixantaine de projets dont la moitié seulement sera éditée au catalogue.
Durant ses 10 ans de collaboration avec Poltronova, Ettore Sottsass met en place un langage formel cohérent auquel il restera fidèle tout au long de sa carrière. Les formes sont simples et géométriques, les signes sont graphiques et primaires. Carrés, lignes et cercles renvoient selon lui “aux grandes révolutions cosmiques dont la vie humaine est un fragment”. La couleur, désormais utilisée de manière systématique dans son travail permet de “libérer des énergies positives, des énergies vitales voire thérapeutiques”. Enfin, l’utilisation et le mélange de matières souvent luxueuses est une occasion pour lui d’expérimenter de nouvelles techniques de création comme en témoignent le buffet Credenza en bois précieux laqué avec ses poignées en bronze ou le secrétaire Barbarella produit en noyer ou en palissandre avec des tiroirs en aluminium anodisé coloré.
La gamme s’enrichit en 1971 avec la série des Mobili Grigi en plastique et fibre de verre dont les peintures monochromes brillantes associées à un éclairage au néon coloré témoignent de l’influence de la culture populaire américaine sur Sottsass. De cette production, le lit Elledue avec ses deux lampes à son sommet ainsi que le fameux miroir Ultrafragola aux formes sinueuses et sensuelles et la lampe Asteroid seront les pièces les plus emblématiques.

### Collaboration avec Olivetti

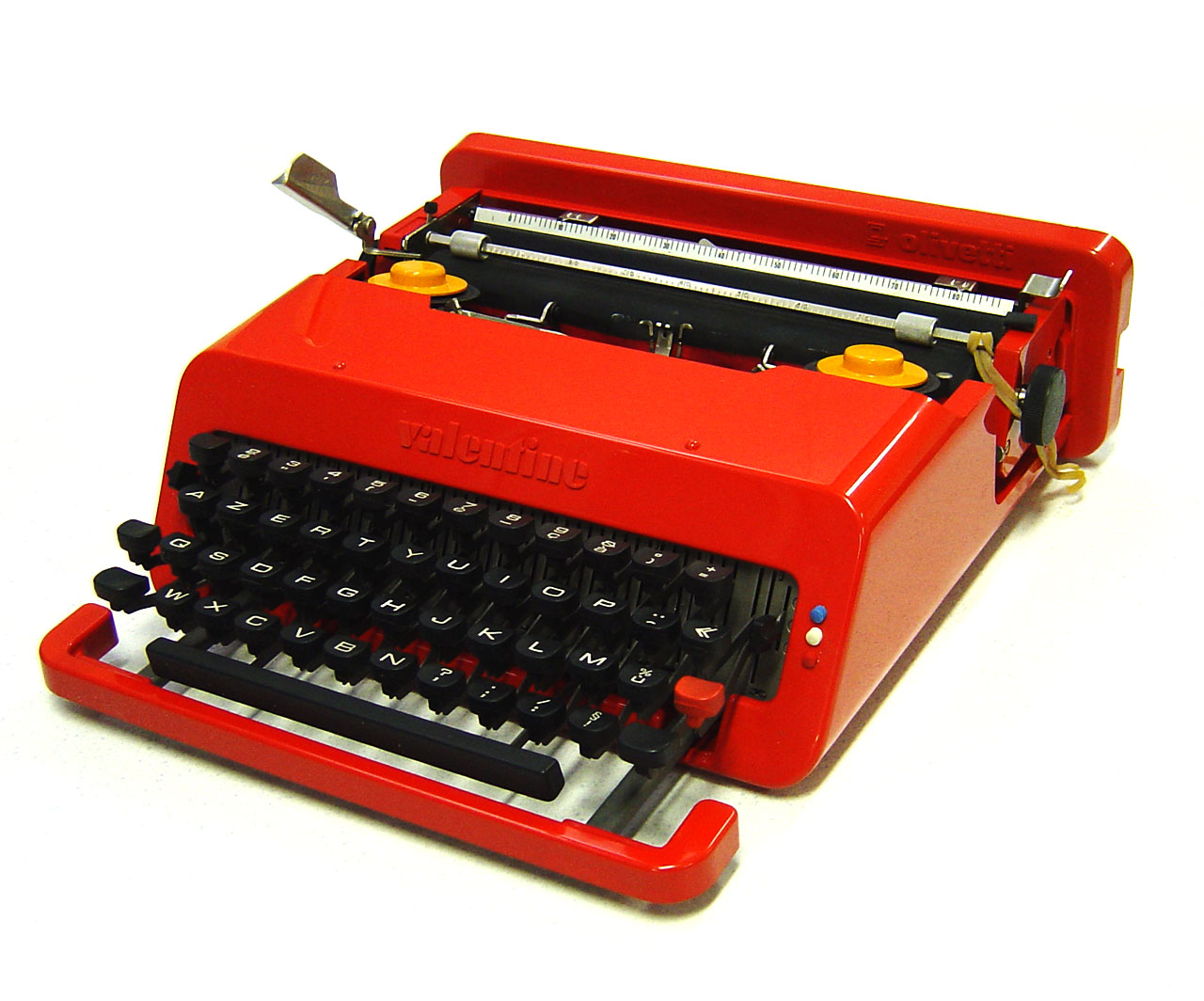
La machine à écrire Valentine (1969)

En 1958, appelé par Adriano Olivetti, il devient consultant designer chargé de la Division Électronique. À ce titre, il participe à la création du premier ordinateur italien, l'Elea 9003, pour lequel il reçoit le Prix Compasso d'Oro en 1959. Il dessine plusieurs machines à écrire électriques comme la Tekne 3 et la Praxis 48 (1964) caractérisées par leur sobriété et leurs lignes abruptes. C’est en 1969 qu'il conçoit, avec Perry A. King, la machine à écrire rouge Valentine  considérée comme l’une des créations marquantes du design du XXe siècle. Machine légère et transportable dans une mallette, elle séduit par son aspect ludique inspiré du pop art.
En 1973, il crée Synthesis 45, un nouveau système de mobilier de bureau composé d'éléments simples et modulaires.
Lorsque Roberto Olivetti succède à son père, il propose à Sottsass de devenir directeur artistique d’un nouveau bureau d’étude lui permettant de garder son autonomie tout en continuant sa collaboration avec Olivetti. Il occupera ce poste jusqu’en 1982.[réf. nécessaire]

### Céramique
« Pour moi, la céramique a toujours été une grande zone d’expérimentation, et l’est aujourd’hui encore. ».
Ettore Sottsass commence à travailler la céramique en 1955 à la demande d’Irving Richards, le propriétaire de la marque Raymor, connue aux États-Unis pour ses productions de meubles et d’objets de décoration intérieure. Il produit avec l’aide d’Aldo Londi, le directeur artistique des ateliers Bitossi à Montelupo, une petite série de vases et d’objets en céramique. Le commanditaire souhaite renouveler les formes et les objets dans le monde du design et Sottsass réalise des objets qui « sollicitent la perception que chacun a, ou peut avoir, de sa propre aventure » . Ces céramiques, aux formes simples, s’apparentent à de grands bols aux couleurs primaires et à des coupes antiques. Elles ne rencontrent pas le succès commercial espéré.
Parallèlement à son travail pour Poltronova, Ettore Sottsass met à profit ses aller-retours entre Milan et Florence pour travailler la terre argileuse toscane dans les ateliers de Montelupo Fiorentino. Avec la série des Tondi (1959), il revisite la tradition décorative des plats toscans sur lesquels étaient apposés des motifs floraux ou les armoiries des familles nobles par des motifs plus modernes. Ces larges assiettes, toutes uniques, sont en céramique peinte et émaillées selon l’envie de l’artiste.
Il crée ensuite la série des Ceramiche di Serie (1959) pour la Galerie Il Sestante de Milan puis les Rochetti (1961).
À la suite de son voyage en Inde la même année et à la grave néphrite qu'il a développé, Sottsass part en 1962 se faire soigner à Palo Alto aux États-Unis. C'est pendant son hospitalisation, la nuit, qu'il imagine la série des Ceramiche delle Tenebre ou Céramiques des Ténèbres (1963) puis des Céramiques des Lumières (1964).
Les Tenebre ont la forme de cylindres noirs, plus ou moins larges, sur lesquels se retrouve le vocabulaire formel de l’artiste. Il alterne, sur les surfaces laissées lisses ou mates, brillantes ou rugueuses, des formes géométriques simples (cercles, carrés, bandes) soulignées par l’usage d’oxydes métalliques, d’émaux ou de feuille d’or. "J'avais pensé à ces céramiques l'année dernière quand j'étais malade et que je disais presque adieu pour toujours à ma famille, à mes connaissances et à tous mes amis, même si je n'y accordais pas beaucoup d'importance, étant de nature optimiste".
En 1964, il réalise une série de cent plats dédiés à Shiva, dieu hindoue, représentant la source créatrice en sommeil. Ils seront présentés le 13 juin de la même année à la Galerie Aquilone de Florence lors d'une exposition intitulée Offerta a Siva,.
Sottsass crée entre 1964 et 1965 de grands totems de céramique polychrome émaillée réalisés dans les ateliers de Bitossi à Montelupo. Ces 21 pièces uniques sont présentées en avril 1967 à la Galerie Sperone de Milan sous le titre «Menhir, Ziggurat, Stupas, Hydrants et Gas Pumps ». L'exposition itinère ensuite en juin à la galerie La Bertesca de Gênes.
En 1969, le Nationalmuseum de Stockholm lui consacre une exposition personnelle qu'il intitule « Miljö för en Ny Planet » (Paesaggio per un pianeta fresco - incerti suggerimenti). Y sont présentés de grands totems et sculptures en céramique émaillée polychrome (Grande Altare  et Pilastro l'Autel Altare (Molto Privato)  ainsi que des éléments de mobilier comme les armoires Superbox et le secrétaire.

### L'Antidesign
Au milieu des années 1960, un groupe contestataire d’architectes et de designers florentins et turinois suit le mouvement de l'Antidesign. En réaction à la société de consommation, ils remettent en question l’architecture et le design, en partie responsables, selon eux, de ce consumérisme. Ettore Sottsass participe activement à ce mouvement, en créant notamment, avec sa femme Fernanda Pivano, la revue Pianeta Fresco qui publie leurs débats et réflexions .
En 1972, une exposition consacrée au Design Italien est organisée par Emilio Ambasz au MOMA de New York. Intitulée Italy : The New Domestic Lanscape, elle présente les productions des artistes et designers italiens et leurs réflexions sur une nouvelle manière d’habiter dans une société nouvelle . Sottsass présente des prototypes de meubles containers sur roulettes fabriqués par Boffi, Kartell, Tecno et Ideal-Standart. Chaque activité de la maison est contenue dans l’un de ces meubles. Il y a une cuisine, une douche , des toilettes, une armoire à vêtements, un espace de lecture, un juke-box et une bibliothèque. « L’idée est que les meubles peuvent se rapprocher ou s’éloigner entre eux. Ainsi, celui qui vit au milieu de ses meubles doit pouvoir s’en approcher ou s’en éloigner, comme de ses amis ou de ses parents, s’il lui vient l’envie de le faire […] .
Ettore Sottsass publie l’année suivante dans la revue Casabella une série de dessins nommés Il pianeta come festival . Réalisés par le dessinateur japonais Tiger Tateishi, ces dessins sont sa vision d'un nouveau modèle de société qui mêle architecture utopique et Pop Art sous une consommation de drogues hallucinogènes.

### Alchimia
En 1979, Sottsass rejoint le Studio Alchimia (de) fondé à Milan, en 1976, par Alessandro et Adriana Guerriero . Ses membres sont des activistes de l'Anti Design (Michele De Lucchi, Andrea Branzi, UFO, Paola Navone, Daniela Puppa, Franco Raggi ainsi que Bruno et Giorgio Gregori) et proposent une vision postmoderne du design. Ce "laboratoire pour une iconographie nouvelle" comme le décrit Alessandro Mendini présente en 1978 et 1979, sous l'appellation Bau haus et Bau haus II, deux collections de meubles et objets du quotidien ironiques et décalés produits en petites séries. Le groupe se dissout assez rapidement à cause des divergences théoriques entre Alessandro Mendini et Ettore Sottsass.

### Le Groupe Memphis

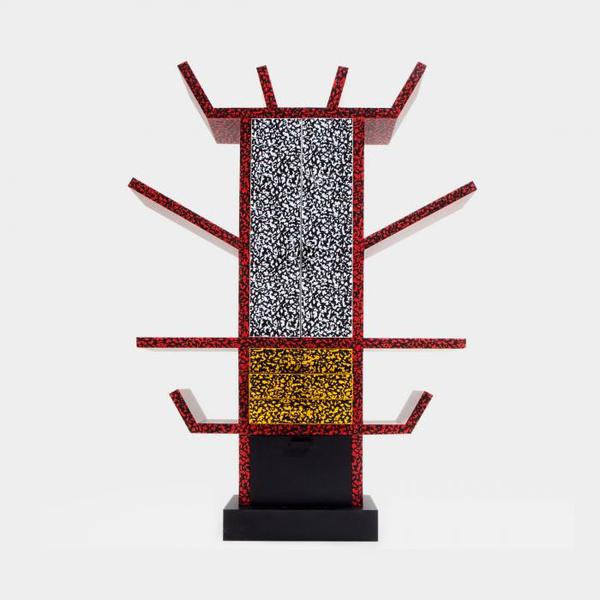
Bibliothèque Casablanca, 1981 Memphis Milano Collection Courtesy Memphis Srl

En 1981, Sottsass fonde le Groupe Memphis avec Aldo Cibic, Matteo Thun, George Sowden, Nathalie du Pasquier, Martine Bedin et Michele De Lucchi. Grâce à l'appui financier d’Ernesto Gismondi, patron d’Artémide et le soutien commercial des Godani à Milan, Memphis devient l’expérience de la maturité : «À force de marcher dans des zones d’incertitude, à force de dialoguer avec la métaphore et l’utopie, à force de rester à part, nous avons accumulé aujourd’hui une certaine expérience. Nous sommes devenus de bons explorateurs» .
La présentation de leurs meubles en pièces uniques au Salon du Meuble de Milan connait un succès immédiat. Caractérisées par leurs formes innovantes, leurs couleurs vives et assemblés de manière inhabituelle avec des matériaux bon marché ces pièces tranchent par leur côté joyeux et optimiste.
Le meuble de rangement Beverly (1981), la bibliothèque Carlton (1981) ou le meuble totem Casablanca (1981) comptent parmi les réalisations les plus connues.
La médiatisation de Memphis diffusera le mouvement du nouveau design dans le monde entier.

### Sottsass Associati
En 1985, Sottsass quitte Memphis pour se consacrer uniquement à son agence d’architecture, de graphisme et de design : Sottsass Associati. Les associés fondateurs sont Ettore Sottsass, Aldo Cibic, Marco Marabelli, Matteo Thun and Marco Zanini. Puis en 1989, Marco Susani, Johanna Grawunder et Mike Ryan.
Le studio travaille pour de grandes entreprises comme Apple, Phillips, Siemens, Cassina, Zanotta, Fiat, Alessi, Brionvega, Bodum, Toshiba, Stilnovo et Knoll. Il réalise également l’aménagement intérieur de tous les magasins de la marque Esprit (Esprit Holdings).
Entre 1989 et 1992, Sottsass va produire une série de maisons privées dont celle du designer industriel David Kelley à Palo Alto mais aussi la Casa Wolf dans le Colorado (1987-1989), la maison Cei à Empoli, près de Florence, et la maison Yuko à Tokyo en 1992.
Sottsass Associati réalise, de 1994 à 1998, ce qui reste à ce jour la seule réalisation publique de Sottsass dans le monde: l'aménagement intérieur de l'aéroport de Milan Malpensa. Ettore Sottsass, Marco Zanini et Mike Ryan sont les architectes du projet sous la coordination générale de Milco Carboni . 

## Postérité
En 2017, cent ans après sa naissance et dix ans après sa mort, la Triennale de Milan célèbre le designer avec l'exposition « Ettore Sottsass There is a Planet » qui retrace son parcours artistique. Son oeuvre fait de nouveau l'objet d'une rétrospective, en 2021, au Centre Pompidou, intitulée "Ettore Sottsass, l'objet magique".

## Distinctions
- Prix Compasso d'Oro 1959, 1970
- Doctorat honoris causa du Royal College of Art de Londres, 1970.
- Commandeur de l'Ordre des Arts et des Lettres, Paris, 2003

## Réalisations marquantes en Design

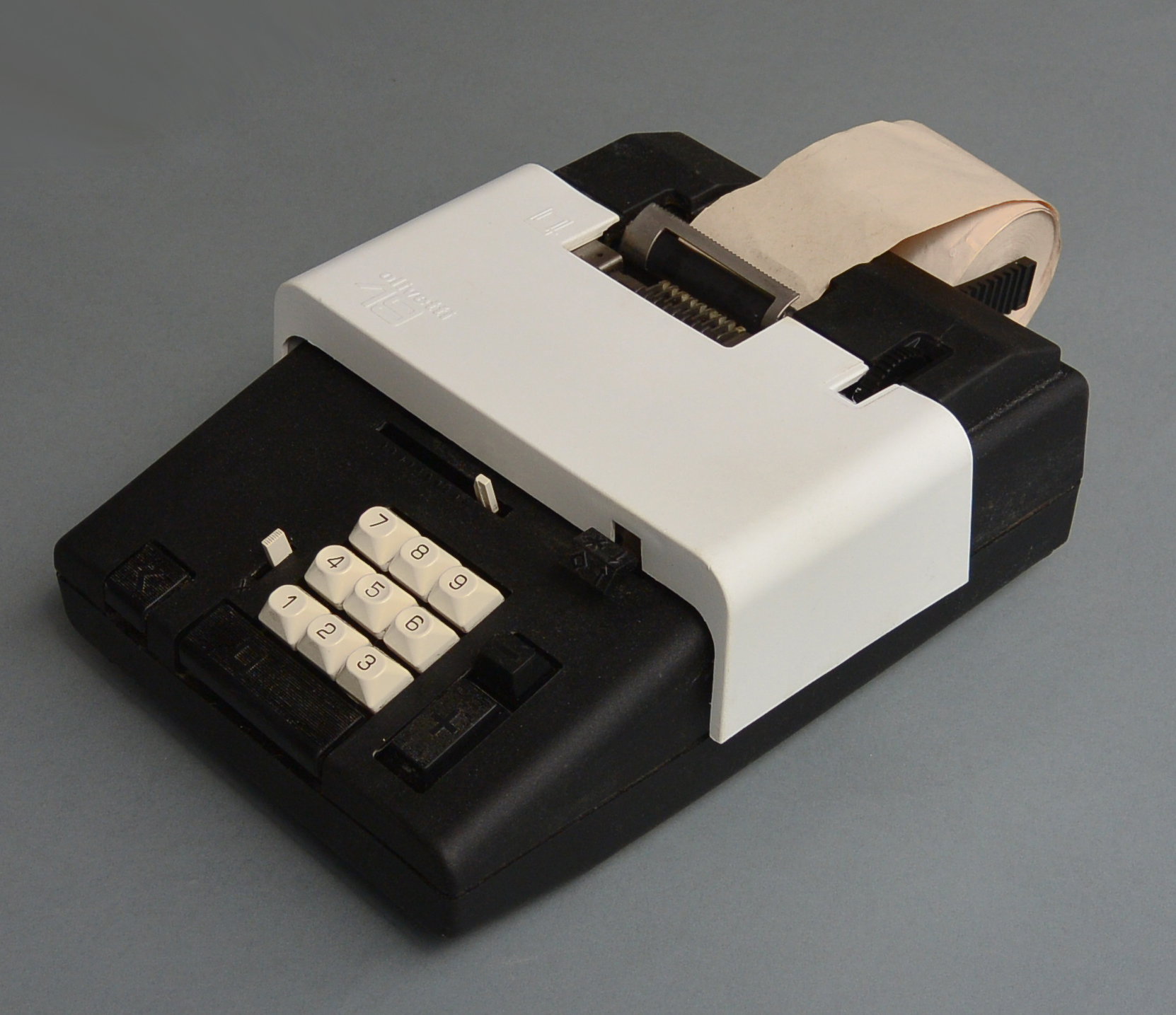
Summa 19, Olivetti (1970)

- Ordinateur électronique Elea 9003, pour Olivetti (1959)
- Machine à écrire Tekne 3, pour Olivetti (1964)
- Machine à écrire Praxis 48, pour Olivetti (1964)
- Secrétaire Barbarella, pour Poltronova (1964-1965)
- Machine à écrire portative "Valentine", pour Olivetti (1969) (Prix Compasso d’Oro 1970)
- Coupe à fruits Murmansk, Memphis (1982)[44]
- Service huile, vinaigre, sel, poivre 5070 (1978), Alessi
- Bibliothèque Claustra Carlton (1981), Memphis
- Bibliothèque Casablanca (1981), Memphis

## Réalisations marquantes en architecture
- Esprit House (1987) avec Marco Zanini et Johanna Grawunder[45]
- La maison Wolf, Ridgway, Colorado (1985) avec Johanna Grawunder
- La maison Olabuenaga, à Maui (1989) avec Johanna Grawunder [46]
- La maison Cei a Empoli (1991) avec Marco Zanini et Mike Ryan [47]
- La maison Bischofberger à Zurich (1991) avec Johanna Grawunder [38]
- La maison Yuko, à Tokyo (1992) avec Johanna Grawunder
- Golf club and Resort, Zhaoqing (1994) avec Johanna Grawunder [48]
- Intérieur de l’aéroport de Milan Malpensa (1994) avec Marco Zanini et Mike Ryan
- La maison Nanon, à Lanaken (1995) avec Johanna Grawunder [49]
- La maison Van Impe, à Hautem-Saint-Liévin (1996) avec Johanna Grawunder
- Village Jasmine Hill à Singapour (2000) avec Johanna Grawunder [50]

## Galerie photographique

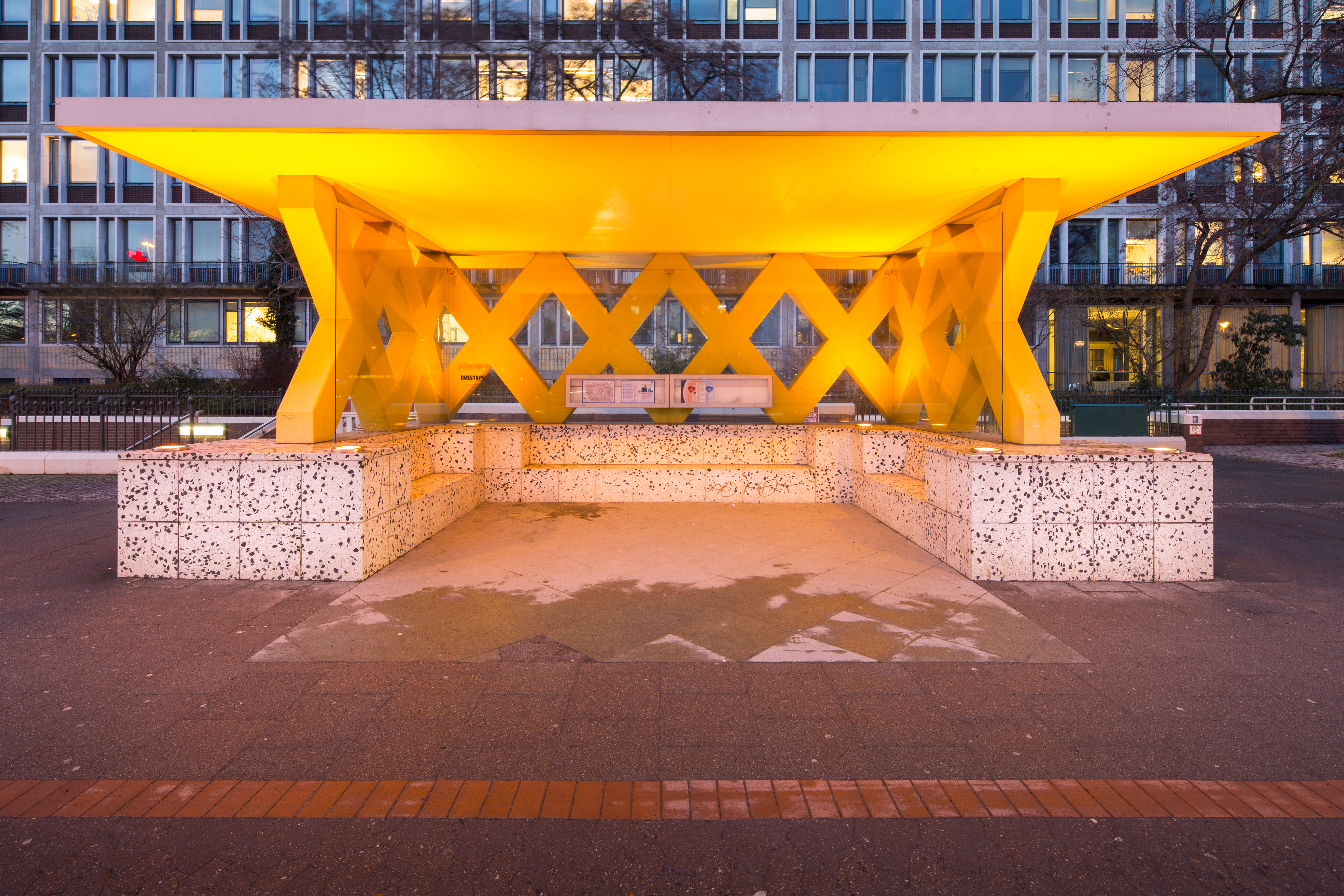
Arrêt de bus, Hanovre (2001)
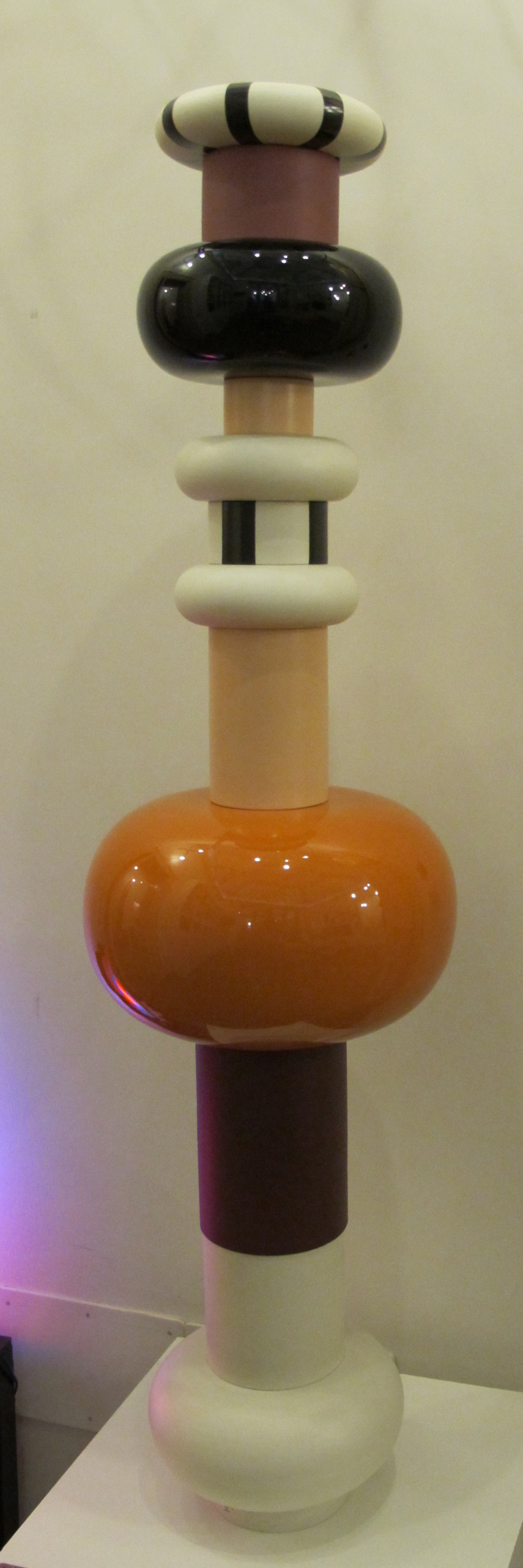
Chocolat
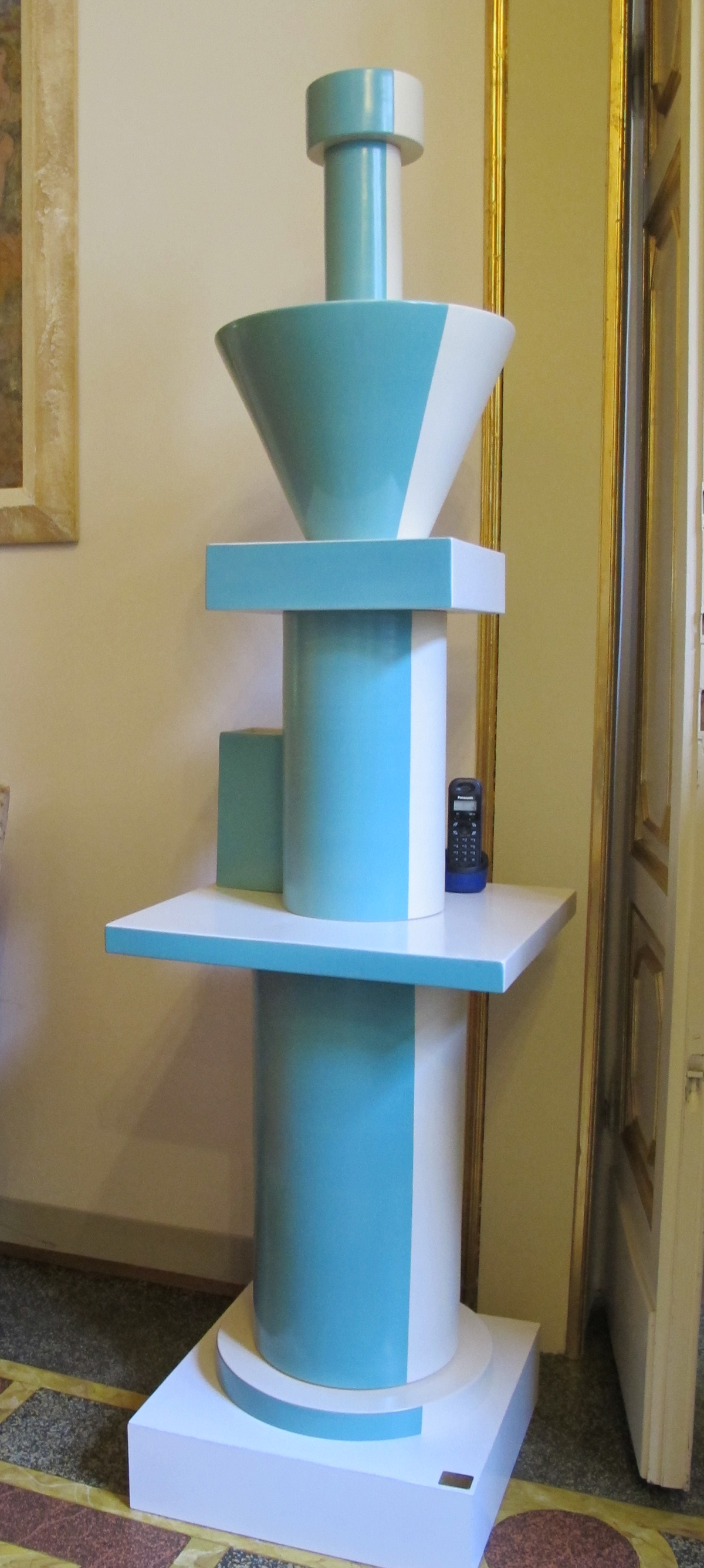
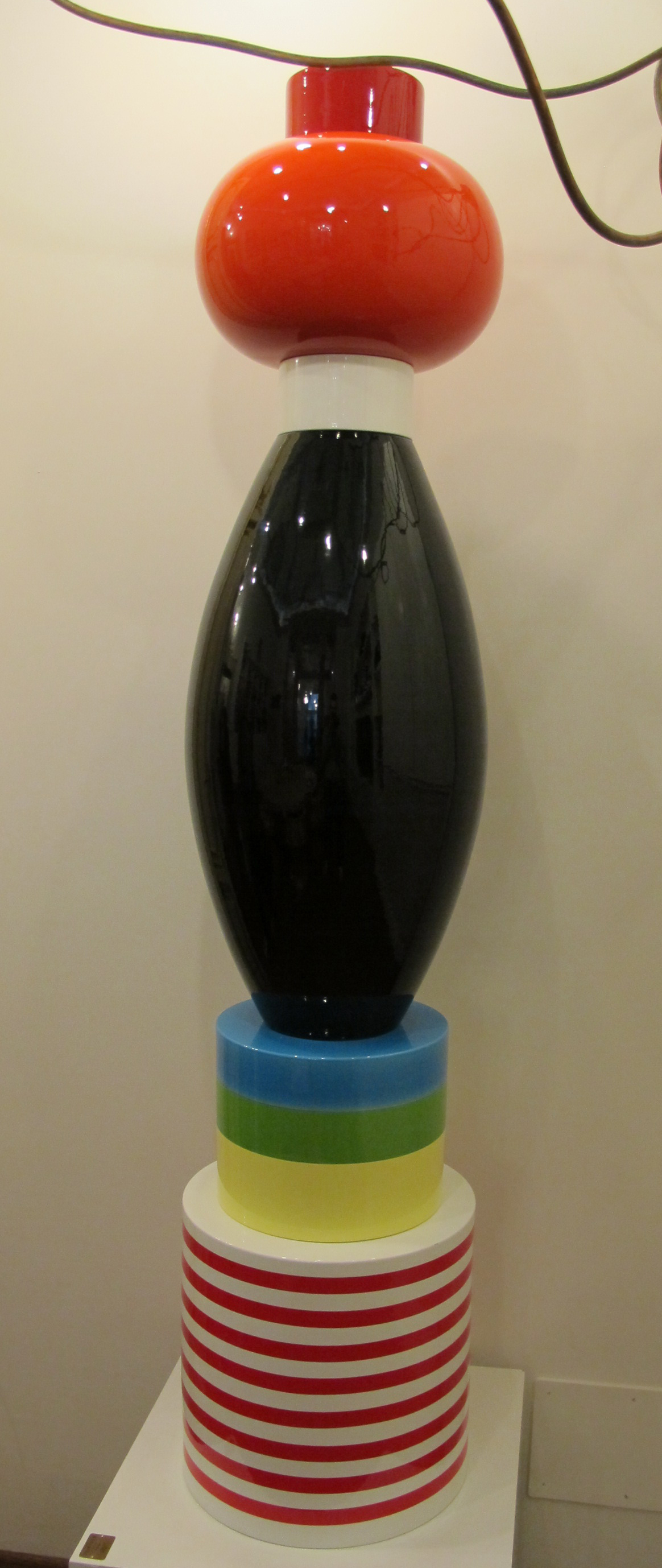
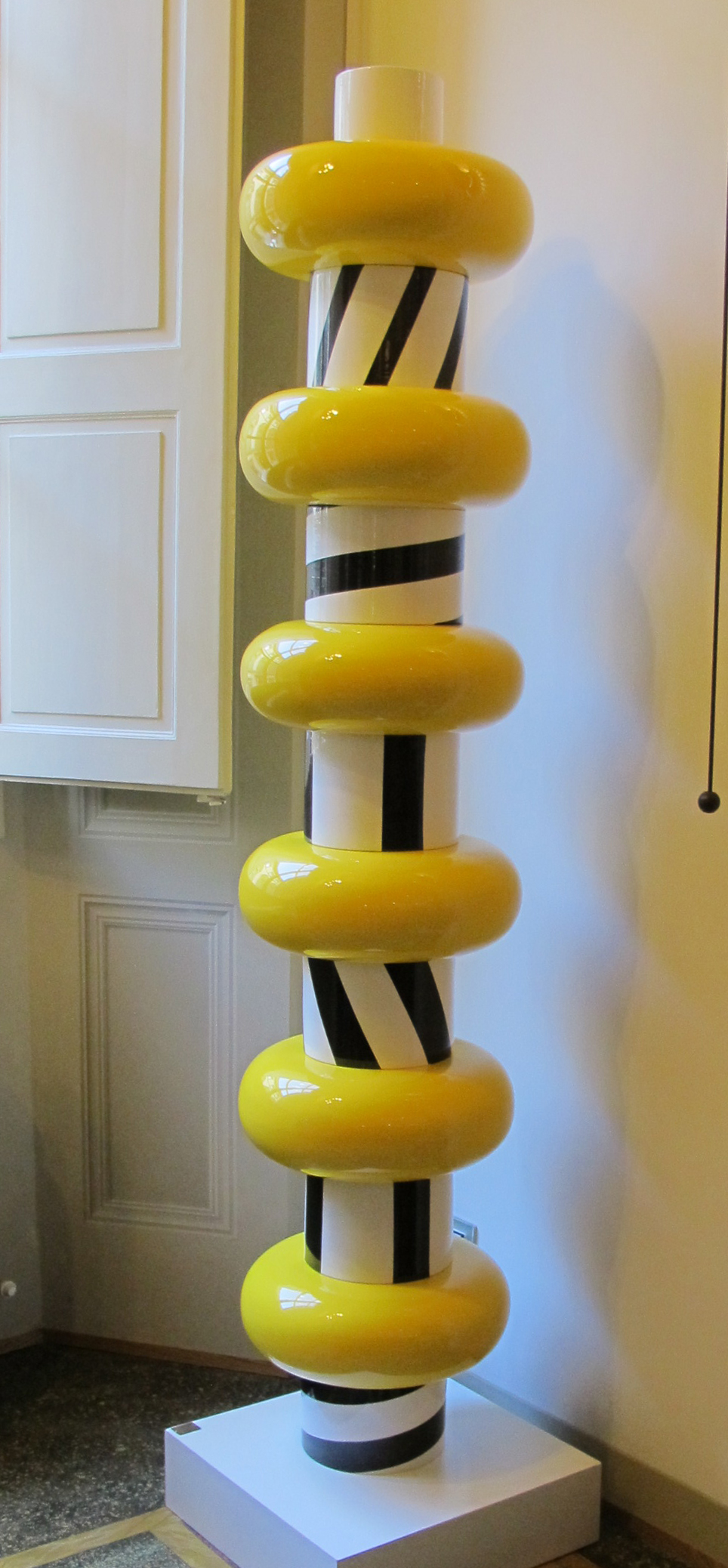

### Archives
- Fonds Ettore Sottsass (1937-2010) [Archives écrites et photographiques].  Cote : SOT. Paris : Bibliothèque Kandinsky, Centre Pompidou (présentation en ligne).